# Municipio de Cedar Butte
El municipio de Cedar Butte (en inglés: Cedar Butte Township) es un municipio ubicado en el condado de Pennington en el estado estadounidense de Dakota del Sur. En el año 2010 tenía una población de 42 habitantes y una densidad poblacional de 0,46 personas por km².

## Geografía
El municipio de Cedar Butte se encuentra ubicado en las coordenadas 44°7′56″N 102°19′53″O / 44.13222, -102.33139. Según la Oficina del Censo de los Estados Unidos, el municipio tiene una superficie total de 92.02 km², de la cual 91,76 km² corresponden a tierra firme y (0,29 %) 0,26 km² es agua.

## Demografía
Según el censo de 2010, había 42 personas residiendo en el municipio de Cedar Butte. La densidad de población era de 0,46 hab./km². De los 42 habitantes, el municipio de Cedar Butte estaba compuesto por el 88,1 % blancos y el 11,9 % eran de una mezcla de razas. Del total de la población el 2,38 % eran hispanos o latinos de cualquier raza.